# Lilla Abborrtjärnen (Bollebygds socken, Västergötland)
Lilla Abborrtjärnen är en sjö i Bollebygds kommun i Västergötland och ingår i Viskans huvudavrinningsområde.